# توماس دودلي كابوت
توماس دودلي كابوت (بالإنجليزية: Thomas Dudley Cabot)‏ هو شخصية أعمال أمريكي، ولد في 1 مايو 1897 في كامبريدج في الولايات المتحدة، وتوفي في 8 يونيو 1995 في Weston, Massachusetts ‏ في الولايات المتحدة.

## وصلات خارجية
- توماس دودلي كابوت على موقع إن إن دي بي (الإنجليزية)